# Heart of Neolithic Orkney
Heart of Neolithic Orkney er en gruppe af stenaldermonumenter på Mainland, en del af Orkneyøerne, Skotland. Navnet blev brugt af UNESCO, da dete blev erklæret at lokationerne blev anerkendt som verdensarv i december 1999.
Verdensarvsstedet består af fire steder:
1. Maeshowe – en kammervarde og passagegrav, der er opført, så kammeret bliver opløst ved vintersolhverv. Den blev plyndret af vikinger, der der efterlod en af de mest omfatte runeindskriptioner i verden.[1]
2. Standing Stones of Stenness – de fire tilbageværende megalitter i en henge, den største er 6 m høj.[2][3]
3. Ring of Brodgar – en stencirkel på 104 m i diameter, der oprindeligt bestod af 60 sten opstillet inden for en rund grøft, der var op til 3 m høj og 30 m dyb og 10 m bred, der dannede en henge. Det er blevet estimeret, at det har taget 80.000 mandetimer at opføre.[4][5]
4. Skara Brae – en samling af otte huse, der udgør Nordeuropas bedst bevarede stenalderlandsby.[6]

Derudover findes Ness of Brodgar, der er et arkæologisk område, der ligger mellem Ring of Brodgar og Stones of Stenness, der har indeholdt beboelse, dekorerede sten, store stenvægge og en stor bygning, som er blevet beskrevet som en stenalder-"katedral". Selvom det ikke er en del af verdensarvsområdet, så "bidrager [Ness of Brodgar] meget til vores forståelse af verdensarvsområdet" ifølget Historic Scotland, der driver de fleste af stederne.